# نورمبرغ (فلم 2000)
فيلم (نورمبرغ) هو فيلم تلفزيوني درامي وثائقي من إنتاج مشترك عام 2000 من قبل كندا / والولايات المتحدة الأمريكية، استندت قصة الفيلم هذا على كتاب (نورمبرغ: العار في المحاكمة) الذي ألفه جوزيف ئي بيرسيكو، الذي يحكي قصة محاكمات نورمبرغ.

## ملخص الحكاية

### الجزء الأول
في نهاية الحرب العالمية الثانية، هيرمان جورينج (برايان كوكس) يسلم نفسه للأميركيين ويتمتع بالضيافة في قاعدة للقوات الجوية الأمريكية. صموئيل روزنمان (ماكس فون سيدو)، بناء على أوامر من الرئيس الأمريكي هاري ترومان، يعين المدعي العام لـ(المحكمة العليا) للولايات المتحدة الأمريكية روبرت اج جاكسون (أليك بالدوين) لإعداد محاكمة جرائم الحرب ضد جورينج والقياديين النازيين الباقين على قيد الحياة. يتم القبض على جورينج وألبرت سبير (هربرت نواب) واخرين بتهمة ارتكاب جرائم حرب والسجن في حظيرة الجيش الاميركي في باد موندورف في لوكسمبورج. جاكسون ومساعده إلسي دوغلاس (جيل هينيسي)، وفريق الادعاء له يطير إلى ألمانيا. عالم النفس غوستاف جيلبرت (مات كرافن) يصل إلى حظيرة مع السجين هانز فرانك (فرانك مور)، الذي حاول الانتحار.
جاكسون يتفاوض مع الحلفاء ممثلي السير ديفيد ماكسويل فايف (كريستوفر بلامر)، الجنرال إيونا نيكيتشنكو (لين دونشيف) وهنري دونديو دو فابر (بول إيبير) لضمان محاكمة موحدة. جاكسون يختار قصر نورمبرغ للعدالة مكانا للمحاكمة وتبدأ أعمال إعادة الإعمار. يتم تجريد جورينج والآخرين من رتبهم ونقلهم إلى سجن في نورمبرغ، حيث أنها تأتي في صراع مع الحراس تحت قيادة العقيد الصارم بيرتون سي أندروس (مايكل آيرونسايد). اللواء إيري نيف (جيفري بونسيت) يخدم جورينج وسبير والآخرين مع لوائح اتهام لهم. القاضي الأمريكي فرانسيس بيدل (لين كاريو) يصل إلى السيطرة على المحكمة، ولكن يمر على مضض الشرف في إصرار جاكسون. بعد انتحار السجين روبرت لي (جوليان بولين)، وتنشر الساعات على مدار الساعة ويتم تعيين جيلبرت كمتصل مع السجناء.
السير جيفري لورانس (ديفيد فرانسيس) يفتح المحاكمة مع جميع المتهمين مرافعة غير مذنب، وجاكسون يعطي البيان الافتتاحي التحريك. في الغداء جورينج بشوش يحمل المحكمة على المتهمين الآخرين في حين يبدأ سبير تظهر علامات الندم. يضع ماكسويل فايف قدما رواية شاهد عيان الانفعالية للسياسات النازية كالإبادة الجماعية ضد اليهود وغيرهم، في حين يقرأ جاكسون من وثائق جافة. كما تبدأ المحكمة تتعب من نهج جاكسون الدقيق، ماكسويل فايف تحث على دفع إلى مقابلات مع الشهود، والتي تكشف عن أهوال معسكرات الاعتقال. تهتز المحكمة من قبل لقطات وثائقية من المخيمات؛ حتى يبدو جورينج غير مستقر.

### الجزء الثاني
سبير يفسر هيمنة جورينج لجيلبرت ويصر على أن سيطرته على الآخرين ولا بد من ان تكسر. جورينج يقف ويبدأ بالتحدث إلى الشعب الألماني. جاكسون، بناء على اقتراح جيلبرت، قام بعزل جورينج. تحت الاستجواب، جورينج هزم واذل جاكسون، والذي يتهم في وقت لاحق بيدل لإعطاء جورينج العنان في المحكمة. دوغلاس يتحدث جاكسون من استقالته، ويتشارك اثنان في قبلة. تحت مشورة من ماكسويل فايف جاكسون يعود لمواجهة جورينج مع أدلة على جرائمه ضد اليهود وبنجاح ترفض نفي المدعى عليه.
في حفلة أعياد الميلاد، ترفض المدبرة الألمانية خدمة السوفييت، ولكن دوغلاس ينقذ الوضع قبل الانزلاق بعيدا مع جاكسون. جيلبرت يزور المتهمين، وبموجب المشورة من جاكسون، يحاول إقناعهم لتحمل المسؤولية عن جرائمهم. أندروس يخفف من قواعد السجن لمناسبة أعياد الميلاد، ويشارك جورينج الشراب بشكل ودي مع حارسه، الملازم تكس ويلس (سكوت جيبسون). في استجواب المتهمين يكثف ويصفها الدفاع رودولف هس (كولم فيور)، الذي يكشف عرضا أهوال أوشفيتز. سبير متورط في استعباد العمال الأجانب من قبل زميله المتهم فريتز ساوكل (كين كرامر) وردا تقبل المسؤولية الجماعية عن الجرائم التي ارتكبها النظام النازي.
مقابلات جيلبرت مع إيمي (سوزان جلوفر) زوجة جورينج، التي كشفت ان هتلر أمرهم كلهم بالإعدام، الأمر الذي أدى إلى استسلام العائلة. تم نقل جاكسون قبل الجمع جيلبرت من فحوصاته - أن مصدر الشر وراء ألمانيا النازية كان انعدام تام للتعاطف - لإعطاء الحماسة للبيان الختامي. استخدم غورينغ بيانه الختامي لإدانة المحاكمة، وحكم عليه مع عدة رفاق آخرين بالإعدام شنقا حتى الموت. استخدم سبير بيانه الختامي أن أثنى على المحكمة وحكم عليه بالسجن لمدة 20 عاما في السجن. انتحر غورينغ بعد ان رفض طلبه بتنفيذ حكم الإعدام عليه رميا بالرصاص وليس شنقاً حتى الموت. أندروس يترأس فرقة إعدام بقية المدانين في حين جاكسون ودوغلاس كانا على رأس البيت.

## طاقم الممثلين
- أليك بالدوين as Supreme Court Justice روبرت جاكسون
- Brian Cox as هيرمان غورينغ
- كريستوفر بلامر as Sir David Maxwell Fyfe
- جيل هينيسي as Elsie Douglas
- مات كرافن as Capt. غوستاف غيلبرت
- كريستوفر هيريردال as إرنست كالتينبرونر
- Roger Dunn as Col. Robert Storey
- David McIlwraith as Col. John Amen
- Christopher Shyer as Brig. Gen. تيلفورد تايلور
- Hrothgar Mathews as توماس جي. دود
- هيربيرت كنوب as ألبرت شبير
- Frank Moore as هانز فرانك
- Frank Fontaine as فيلهلم كايتل
- Raymond Cloutier as كارل دونيتس
- Bill Corday as ألفرد يودل
- Ken Kramer as فريتز ساوكل
- ماكس فون سيدو as Samuel Rosenman
- Sam Stone as يوليوس شترايخر
- Douglas O'Keeffe as بالدور فون شيراخ
- Benoit Girard as يواخيم فون ريبنتروب
- James Bradford as يالمار شاخت
- Frank Burns as فيلهلم فريك
- Erwin Potitt as فالتر فونك
- Tom Rack as هانز فريتش
- Roc LaFortune as رودلف هس
- كولم فيور as رودولف هوس
- Dennis St. John as فرانز فون بابن
- Griffith Brewer as كونستانتين فون نيورات
- Gabriel Gascon as إريش رايدر
- جوليان بولين as Dr. روبرت لي
- آلان فورنير as ألفريد روزنبيرغ
- René Gagnon as أرتور زايس انكفارت
- لين كاريو as فرانسيس بيدل
- David Francis as جيوفري لورانس
- Len Doncheff as Gen. Iona Nikitchenko
- باول إيبرت as Henri Donnedieu de Vabres
- مايكل آيرونسايد as Col. بورتون س. أندروس
- شارلوت غينسبور as Marie-Claude Vaillant-Couturier
- Geoffrey Pounsett as Maj. إيري ميدلتون شيفيلد نيف
- Steve Adams as Gen. لوسيوس د. كلاي
- باول هوبكينز  [لغات أخرى]‏ as Capt. دان كيلي
- سوزان غلوفر as Emmy Göring
- Scott Gibson as Lt. Tex Wheelis

## المغالطات التاريخية
جورينج لم يعتقل في قاعدة أمريكية أو يستسلم - بل بعث أحد مساعدي العميد روبرت الاول المكدس، عارضاً الاستسلام لـأيزنهاور شخصيا. في وقت لاحق، تم إرسال مفرزة أمريكية من خلال الخطوط الألمانية للعثور عليه واعادته إلى الموقف الأميركي آمن. أيضا، وقد وصفت فيلهلم كيتل في الفيلم كما أميرال أثناء النطق بالحكم على المتهمين. وكان في واقع الأمر المشير ولن تم تحديدها مع رتبته البحرية.
في الفيلم يصف جاكسون قصر العدل في نورمبرغ بأنه «نفس المبنى حيث صدر مرسوم نورمبرغ القوانين التي تحرم جميع اليهود الألمان كل من حقوقهم». في الواقع أدخلت نورمبرغ القوانين التي الرايخشتاغ في اجتماع خاص في نورمبرغ رالي السنوي للحزب النازي. وكان قصر العدل في نورمبرغ، كما كان دائما، كانت محكمة إقليمية للمنطقة المحلية وبناء أي علاقة مع حزب التجمع حزب السنوي خلال الحقبة النازية.
يصور العدالة جاكسون بأنه فشل في البداية في استجوابه من غورينغ ومن ثم نشأ الانتصار في اليوم الثاني. في الواقع، كان استجواب كارثة وإلحق أضراراً بالغة بسمعة جاكسون. تم تغطية وتقويم هذا الوضع من خلال ماكسويل فايف.
وأعلن الأحكام والجمل جنبا إلى جنب مع جميع المتهمين الحاضرين. في الواقع، كانوا يعتدون الأحكام والعقوبات على حدة وانه تم استدعاء المتهمين واحدة في وقت واحد في قاعة المحكمة لمعرفة عقوبتهم. وان أندروس لم يكن موجودا في تنفيذ أحكام الإعدام.
عندما تم اتهام المتهمين من قبل الرائد نيف كلهم قاموا بعمل بيانات لفظية. في الواقع هذه البيانات جمعت من قبل الكابتن غوستاف جيلبرت. وطلب من المتهمين لكتابة أول ردود الفعل على نسخة من لائحة الاتهام.
في الفيلم تم القبض على ألبرت سبير عندما كان يلقي محاضرة على الجنود الأمريكيين. في الواقع اعتقل سبير جنبا إلى جنب مع كارل دونيتس وألفريد جودل في فلنسبورغ حيث كانوا قد قاموا بتشكيل حكومة مؤقتة.
في الفيلم يعطي الكابتن جيلبرت بسخاء الحق بالتحدث مع السجناء من قبل العقيد أندروس في مقابل مكتبة وحقل الممارسة. لكن في الواقع عين جيلبرت لاجراء محادثات مع السجناء من قبل الجيش الأمريكي. وكانت الفكرة أن أندروس أبلغ من قبل جيلبرت عن الحالة الذهنية للسجناء.

## الجوائز
| Award                          | Category                                                                                        | Result                    |
| ------------------------------ | ----------------------------------------------------------------------------------------------- | ------------------------- |
| 53rd Primetime Emmy Awards     | Outstanding Miniseries                                                                          | Nominated                 |
| 53rd Primetime Emmy Awards     | Outstanding Supporting Actor in a Miniseries or a Movie                                         | Won (Brian Cox)           |
| 53rd Primetime Emmy Awards     | Outstanding Single Camera Sound Mixing for a Miniseries or a Movie                              | Won                       |
| 53rd Primetime Emmy Awards     | Outstanding Sound Editing for a Miniseries, Movie or a Special                                  | Nominated                 |
| 58th Golden Globe Awards       | Best Mini-Series or Motion Picture made for Television                                          | Nominated                 |
| 58th Golden Globe Awards       | Best Actor in a Mini-Series or Motion Picture made for Television                               | Nominated (أليك بالدوين)  |
| 58th Golden Globe Awards       | Best Supporting Actor in a Series, Mini-Series or Motion Picture made for Television            | Nominated (Brian Cox)     |
| 7th Screen Actors Guild Awards | Best Actor - Miniseries or TV Film                                                              | Nominated أليك بالدوين    |
| 7th Screen Actors Guild Awards | Best Actor - Miniseries or TV Film                                                              | Nominated (Brian Cox)     |
| 16th جائزة جمناي               | Best Dramatic Mini-Series                                                                       | Won                       |
| 16th جائزة جمناي               | Best Direction in a Dramatic Program or Mini-Series                                             | Nominated (Yves Simoneau) |
| 16th جائزة جمناي               | Best Performance by an Actor in a Leading Role in a Dramatic Program or Mini-Series             | Nominated (أليك بالدوين)  |
| 16th جائزة جمناي               | Best Performance by an Actor in a Featured Supporting Role in a Dramatic Program or Mini-Series | Won (Brian Cox)           |
| 16th جائزة جمناي               | Best Photography in a Dramatic Program or Series                                                | Nominated                 |
| 16th جائزة جمناي               | Best Original Music Score for a Program or Mini-Series                                          | Nominated                 |
| 16th جائزة جمناي               | Best Production Design or Art Direction in a Dramatic Program or Series                         | Won                       |
| 16th جائزة جمناي               | Best Achievement in Make-Up                                                                     | Nominated                 |
| 16th جائزة جمناي               | Best Costume Design                                                                             | Nominated                 |
| 16th جائزة جمناي               | Best Overall Sound in a Dramatic Program or Series                                              | Nominated                 |
| 16th جائزة جمناي               | Best Sound Editing in a Dramatic Program or Series                                              | Nominated                 |
| 16th جائزة جمناي               | Best Visual Effects                                                                             | Won                       |
| 2001 PGA Awards                | Television Producer of the Year Award in Longform                                               | Nominated                 |
| 2001 جائزة ساتيلايت            | Best Motion Picture Made for Television                                                         | Nominated                 |
| 2001 جائزة ساتيلايت            | Best Performance by an Actress in a Miniseries or a Motion Picture Made for Television          | Won (جيل هينيسي)          |

## روابط خارجية
- مقالات تستعمل روابط فنية بلا صلة مع ويكي بيانات

Nuremberg at the Internet Movie Database